# Saurauia dasyantha
Saurauia dasyantha är en tvåhjärtbladig växtart som beskrevs av De Vriese. Saurauia dasyantha ingår i släktet Saurauia och familjen Actinidiaceae. Inga underarter finns listade i Catalogue of Life.